# Eriogonum eremicum
Eriogonum eremicum är en slideväxtart som beskrevs av James Lauritz Reveal. Eriogonum eremicum ingår i släktet Eriogonum och familjen slideväxter. Inga underarter finns listade i Catalogue of Life.